# Yiinthi
Yiinthi là một chi nhện trong họ Sparassidae.